# 1991 RE16
1991 RE16 är en asteroid i huvudbältet som upptäcktes den 15 september 1991 av den amerikanske astronomen Henry E. Holt vid Palomarobservatoriet.
Asteroiden har en diameter på ungefär 12 kilometer och den tillhör asteroidgruppen Eos.